# Банфилд (город)
Банфилд (исп. Banfield) — город, расположенный в муниципалитете Ломас-де-Самора, в провинции Буэнос-Айрес (Аргентина), в 14 км к югу от центра столицы Буэнос-Айрес. Банфилд формирует часть агломерации Большой Буэнос-Айрес.

## История

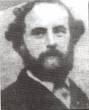
Эдуард Банфилд

В 1873 году появилась железнодорожная станция Банфилд, названная так в честь англичанина Эдуарда Банфилда, первого главного управляющего принадлежащей британцам Южной железной дороги Буэнос-Айреса. 19 августа 1873 года первые участки земли нынешнего района были выставлены на продажу, с 1880-х годов начинается экстенсивное развитие района вокруг станции.
Статус города Банфилд получил в 1960 году.

## Спорт
В городе базируется одноимённый футбольный клуб «Банфилд», основанный в 1896 году, а также регбийная команда «Ломас».

## Культура

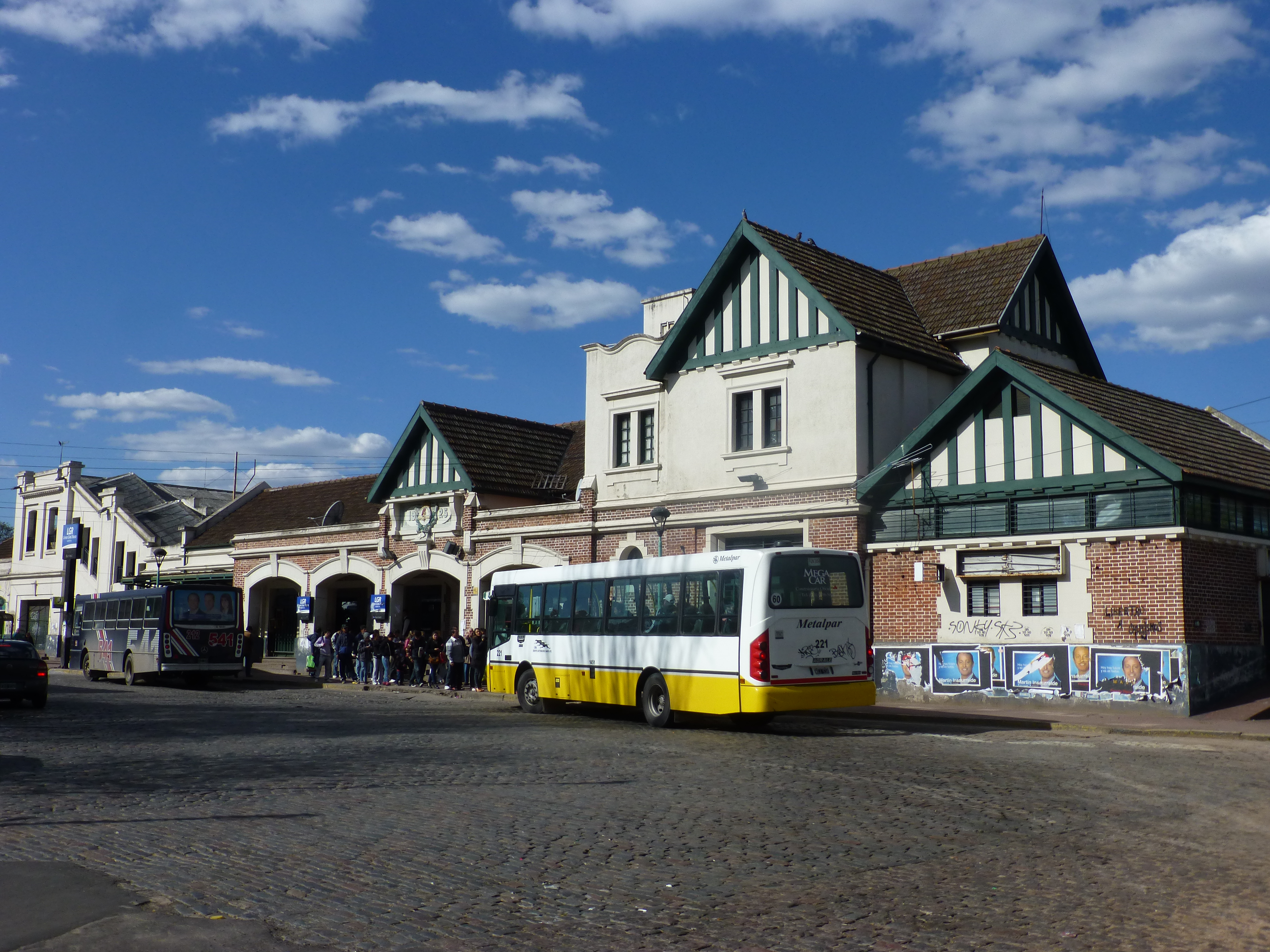
Железнодорожная станция Банфилд.

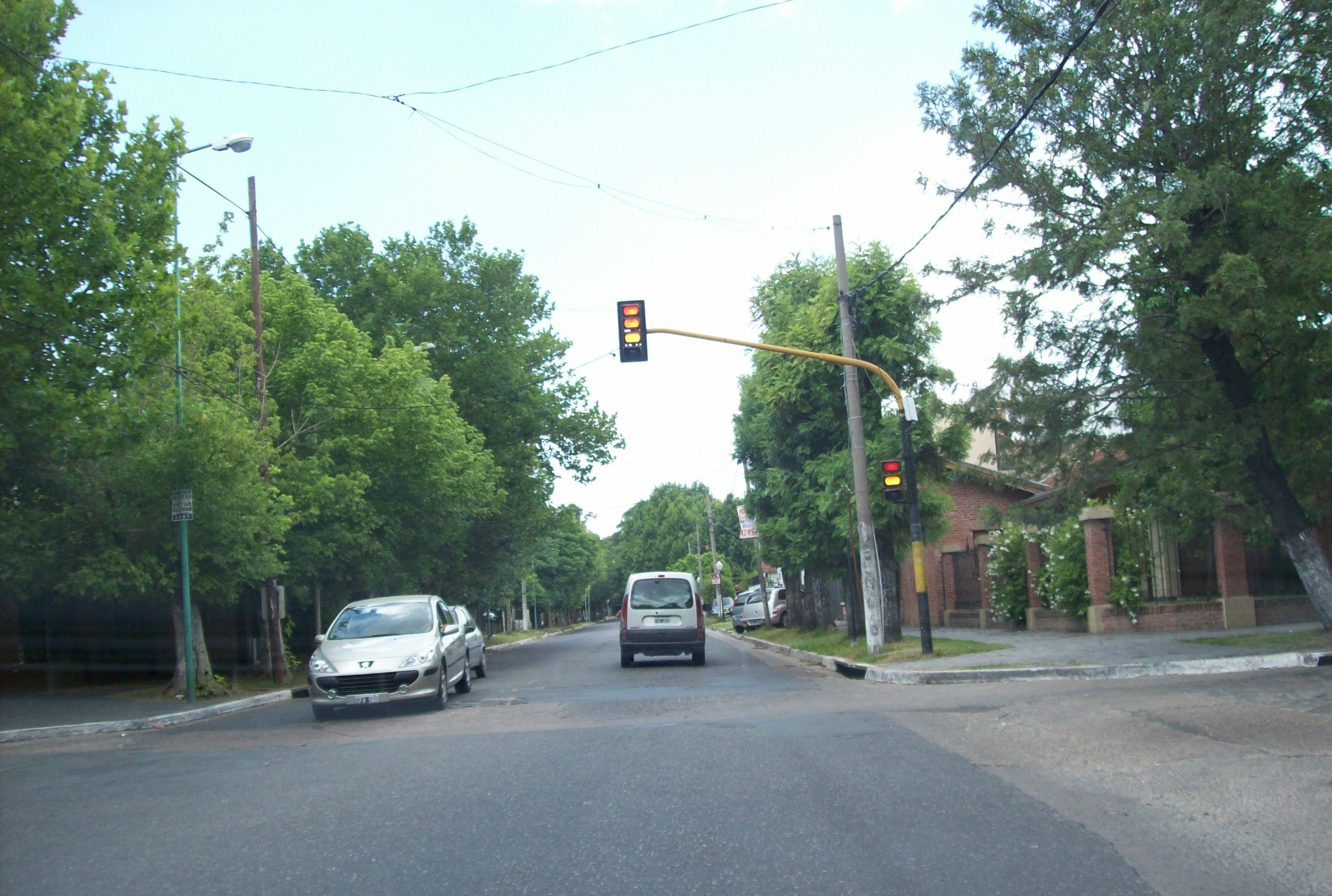
Улица Ларроке.

Наиболее известным культурным учреждением Банфилда является Консерватория Хулиана Агирре, основанная известным классическим композитором и дирижёром Альберто Хинастерой в 1951 году. В консерватории ежегодно обучается около 2 000 студентов, она считается одной из ведущих школ академической музыки в Аргентине.
Аргентинский писатель Хулио Кортасар, родившийся в Бельгии, бо́льшую часть своего детства провёл в Банфилде. Банфилд также родной город для композитора танго Альфредо де Анхелиса и певца Сандро.